# 1977 en football
Cet article présente les faits marquants de l'année 1977 en football.

## Chronologie
- 11 mai : le club allemand du Hambourg SV remporte la Coupe des vainqueurs de Coupe face au RSC Anderlecht.
  - Article détaillé : Coupe d'Europe des vainqueurs de coupe 1976-1977
- 18 mai : la Juventus (Italie) remporte la Coupe de l'UEFA face à l'Athletic Bilbao (Espagne). C'est la première Coupe de l'UEFA remportée par un club italien.
- 25 mai : Liverpool remporte la Ligue des Champions face au Borussia Mönchengladbach sur le score de 3-1. C'est le premier titre pour Liverpool dans cette compétition.
- 18 juin : au Parc des Princes de Paris, l'AS Saint-Étienne remporte la Coupe de France en s'imposant 2-1 face au Stade de Reims. C'est la sixième Coupe de France gagnée par les stéphanois.
- 19 juin : au Stade du 5-Juillet-1962 d'Alger, la Jeunesse sportive de Kabylie remporte la Coupe d'Algérie de football, en s'imposant 2-1 face au Nasr Athlétique d'Hussein Dey. Il s'agit de son premier titre dans la compétition, acquis lors d'un doublé coupe-championnat.

## Champions nationaux
- Le Borussia Mönchengladbach remporte le championnat d'Allemagne.
- Liverpool remporte le championnat d'Angleterre.
- L'Atlético de Madrid remporte le championnat d'Espagne.
- Le FC Nantes remporte le championnat de France.
- Le Wydad AC remporte le championnat du Maroc.
- La Juventus remporte le championnat d'Italie.
- Le FC Bruges remporte le championnat de Belgique.
- L'Ajax Amsterdam remporte le championnat des Pays-Bas.
- La Jeunesse sportive de Kabylie remporte le Championnat d'Algérie.

## Principales naissances
Plus d'informations : Liste de personnalités du football nées en 1977.
- Christian Abbiati, footballeur italien.
- David Albelda, footballeur espagnol.
- Deco, footballeur portugais.
- William Gallas, footballeur français.
- Raúl González, footballeur espagnol.
- Thierry Henry, footballeur français.
- Fredrik Ljungberg, footballeur suédois.
- Nuno Ribeiro Maniche, footballeur portugais.
- Willy Sagnol, footballeur français.
- Hasan Salihamidžić, footballeur bosniaque.
- Luca Toni, footballeur italien.
- David Trezeguet, footballeur français.
- Mark van Bommel, footballeur néerlandais.
- Gianluca Zambrotta, footballeur italien.
- André Villas-Boas, entraîneur portugais.
- Antonio Di Natale, footballeur italien.
- Mikael Silvestre, footballeur français.

## Principaux décès
Plus d'informations : Liste de personnalités du football décédées en 1977.
- 4 janvier : décès à 79 ans de Sigfrid Lindberg, international suédois ayant remporté la médaille de bronze aux Jeux olympiques 1924 et 2 Championnat de Suède.
- 7 janvier : décès à 67 ans d'Ignace Tax, joueur franco-autrichien devenu entraîneur.
- 19 janvier : décès à 67 ans de Jerry Dawson, international écossais ayant remporté 5 Championnat d'Écosse et 2 Coupe d'Écosse devenu entraîneur.
- 20 janvier : décès à 59 ans de Davie Shaw, international écossais ayant remporté le Championnat d'Écosse en 1948 devenu entraîneur.
- 23 janvier : décès à 75 ans de György Molnár, international hongrois.
- 6 février : décès à 87 ans de Hermann Felsner, joueur autrichien devenu entraîneur ayant remporté 4 Championnat d'Italie et la Coupe d'Italie 1937.
- 7 février : décès à 67 ans de Manuel Soeiro, international portugais ayant remporté le Championnat du Portugal en 1941 ainsi que deux Coupes du Portugal devenu entraîneur.
- 11 février : décès à 72 ans de Luigi Bertolini, international italien ayant remporté la Coupe du monde 1934 et 4 Championnat d'Italie devenu entraîneur.
- 20 février : décès à 63 ans de Jean Capelle, international belge.
- 23 février : décès à 69 ans de Pierre Parmentier, joueur puis entraîneur français[1].
- 6 mars : décès à 66 ans de Grațian Sepi, international roumain ayant remporté 2 Championnat de Roumanie.
- 10 mars : décès à 59 ans de José Perácio, international brésilien.
- 11 mars : décès à 84 ans de Ferenc Kónya joueur hongrois devenu entraîneur. Il fut également sélectionneur de l'Estonie.
- 11 mars : décès à 49 ans de Willie Bauld, international écossais ayant remporté 2 Championnat d'Écosse.
- 14 mars : décès à 31 ans de Heraldo Bezerra, international espagnol ayant remporté la Coupe intercontinentale 1974, 2 Championnat d'Espagne et la Coupe d'Espagne 1976.
- 18 mars : décès à 47 ans de Jacques Bohée, joueur français[2].
- 20 mars : décès à 64 ans de Roberto, international brésilien.
- 5 avril : décès à 77 ans de Bekir Refet, international turc.
- 7 avril : décès à 84 ans de Fritjof Hillén, international suédois ayant remporté la médaille de bronze aux Jeux olympiques 1924 et de 2 Championnat de Suède.
- 8 avril : décès à 79 ans de Dezső Gencsy, joueur international puis entraîneur hongrois.
- 8 avril : décès à 66 ans de Philibert Smellinckx, international belge ayant remporté 3 Championnat de Belgique.
- 9 avril : décès à 75 ans de José Planas, joueur espagnol ayant remporté 3 Coupe d'Espagne.
- 28 avril : décès à 80 ans de Sepp Herberger, international allemand devenu entraîneur. Il fu également sélectionneur de l'Allemagne et de l'Allemagne de l'Ouest avec qui il remporta la Coupe du monde de football 1954.
- mai : décès à 65 ans de Raúl Chappell, international péruvien ayant remporté 2 Championnat du Pérou devenu entraîneur.
- 1er mai : décès à 59 ans d'Arne Sorensen, international danois devenu entraîneur et sélectionneur de son pays.
- 8 mai : décès à 72 ans d'Antonio Vojak, international italien ayant remporté le Championnat d'Italie 1926 devenu entraîneur.
- 11 mai : décès à 67 ans de Viktor Maslov, joueur puis entraîneur ayant remporté 4 Championnat d'Union soviétique et 6 Coupe d'Union soviétique.
- 31 mai : décès à 67 ans d'Alphonse Decorte, joueur belge ayant remporté le championnat de Belgique en 1930.
- 31 mai : décès à 82 ans de Neco, international brésilien devenu entraîneur.
- 1er juin : décès à 65 ans de Rudolf Vytlačil, international tchécoslovaque devenu entraîneur. Il fut également sélectionneur de son pays et de la Bulgarie.
- 1er juin : décès à 70 ans de Viktor Spechtl, joueur autrichien ayant remporté la Coupe d'Autriche 1933.
- 5 juin : décès à 70 ans de Martín Ventolrá, international espagnol ayant remporté le Championnat du Mexique en 1947  et la Coupe d'Espagne en 1929.
- 8 juin : décès à 36 ans de Louis Landi, joueur français.
- 9 juin : décès à 66 ans de Germano, joueur brésilien.
- 12 juin : décès à 58 ans d'Epi, international espagnol ayant remporté 3 Championnat d'Espagne et 2 Coupe d'Espagne.
- 21 juin : décès à 68 ans d'Ugo Amoretti, international italien ayant remporté la Coupe d'Italie 1938.
- 29 juin : décès à 84 ans de José Vanzzino, international uruguayen ayant remporté 9 Championnat d'Uruguay et 3 Copa América.
- juillet : décès à 71 ans de Venancio Bartibás, international uruguayen.
- 7 juillet : décès à 65 ans de Nicolae Kovacs, international roumain et hongrois devenu entraîneur.
- 7 juillet : décès à 69 ans de Robert Heyse, international belge.
- 10 juillet : décès à 54 ans de Şükrü Gülesin, international turc devenu entraîneur.
- 17 juillet : décès à 68 ans de Billy Gonsalves, international américain.
- 17 juillet : décès à 45 ans de Zózimo, international brésilien ayant remporté 2 Coupe du monde devenu entraîneur.
- 23 juillet : décès à 62 ans d'Arsenio Erico, joueur paraguayen ayant remporté 2 Championnat d'Argentine.
- 24 août : décès à 53 ans de Rubén Bravo, international argentin ayant remporté 3 Championnat d'Argentine et le Championnat de France en 1956 devenu entraîneur.
- 8 septembre : décès à 71 ans de Léon Pawlak, joueur polonais puis français.
- 12 septembre : décès à 28 ans de Richard Nowacki, joueur français[3].
- 18 septembre : décès à 57 ans de Jaume Elias, joueur espagnol ayant remporté 3 Championnat d'Espagne et 2 Coupe d'Espagne.
- 20 septembre : décès à 71 ans d'Alex Massie, international écossais devenu entraîneur.
- 21 septembre : décès à 54 ans de Johan Einar Boström, arbitre international suédois.
- 23 septembre : décès à 63 ans de Maurice Dupuis, international français ayant remporté le Championnat de France en 1936 et 4 Coupe de France devenu entraîneur[4].
- 5 octobre : décès à 88 ans d'Otto Fehlmann, international suisse ayant remporté 4 Championnat Suisse.
- 7 octobre : décès à 83 ans de Douglas De Ruymbeke, joueur belge ayant remporté 2 Coupes de France.
- 13 octobre : décès à 72 ans d'István Avar, international roumain et hongrois ayant remporté 4 Championnat de Hongrie et 4 Coupe de Hongrie devenu entraîneur.
- 14 octobre : décès à 69 ans de Francis Ryan, international américain.
- 27 octobre : décès à 59 ans d'Ivo Radovniković, joueur yougoslave ayant remporté 2 Championnat de Yougoslavie devenu entraîneur.
- 7 novembre : décès à 45 ans de José Rita, joueur portugais ayant remporté le Championnat du Portugal en 1964 et la Coupe du Portugal la même année.
- 18 novembre : décès à 62 ans de Robert Lacoste, entraîneur français.
- 19 novembre : décès à 72 ans de Benny Yorston, international Écossais.
- 6 décembre : décès à 77 ans d'Andy Auld, international américain.
- 13 décembre : décès à 71 ans d'Edmund Crawford, joueur anglais devenu entraîneur.
- 25 décembre : décès à 80 ans de Harald Strøm, international norvégien ayant remporté 2 Coupe de Norvège.

- date inconnue : 
  - Jules Vastag, joueur hongrois.

## Liens
- RSSSF : Tous les résultats du monde